# Звёздный пёс (мультсериал)
«Звёздный пёс» (англ. Dogstar) — австралийский детский мультсериал, созданный компанией Media World Pictures и впервые показанный 27 ноября 2007 на канале «Nine Network» и впоследствии на «Disney Channel». В России мультсериал шёл на канале «Культура» летом 2008 года и с апреля по июнь 2009 года. 2-й сезон вышел в 2011 году и также состоял из 26-й серий.

## Сюжет
2347 год, вода и воздух Земли загрязнены, и она становится непригодной для жизни. В поисках нового места обитания людей ученые исследовали все известные галактики и обнаружили необитаемую планету, которую назвали Новой Землёй. Началось великое переселение.
В путь отправилась и семья Кларк. Их пёс Хобарт вместе с остальными собаками должен был лететь на огромном космическом корабле, который назывался «Звёздный пёс». Управляли этим кораблем два робота Зик (считающий себя человеком из-за того, что его уронили при транспортировке) и Элис. Однако по трагической случайности, вызванной тем, что Хобарт при посадке на корабль пописал на трап (из-за чего произошёл сбой в электронике) «Звёздный пёс» потерялся в космосе.
Дети семьи Кларк отправляются на поиски корабля, на котором находится их пёс Хобарт. На Новой Земле все ждут скорейшего возвращения «Звёздного пса», но Боб Сантино, глава гигантской корпорации на Новой Земле, производящей собак-роботов, пользующихся большим спросом людей, скучающих по своим питомцам, хочет уничтожить «Звёздного пса».

## Персонажи
- Гленн Кларк — старший из детей в семье, увлечен комиксами и имеет роботизированную фигурку инопланетянина.
- Симон Кларк — старшая из детей Кларков, недолюбливает брата из за того что тот слишком много читает комиксов.
- Линкольн Кларк —самый младший в семье Кларк, увлекается ботаникой благодаря чему сумел создать кошку Бумбу способную в космосе издали учуять собак.
- Боб Сантино — «Главный антагонист» бывший известный ученый на Земле а после великого переселения на Новую Землю глава гигантской корпорации выпускающей собак киборгов (робоков).
- Дино — сын Боба Сантино. Не разделяет всех взглядов своего отца в частности по уничтожению Звездного Пса со всеми находящимися на борту собаками.
- Дейна — личный телохранитель отвечающая за безопасность Боба Сантино до взрыва Новой Земли «В прошлом опытный ниндзя».

## Второстепенные персонажи
- Фрэнк Гармоничный — предводитель реднеков воюющие в течение трехсот лет из за территориального спора на планете Кетра.
- Берт Бесстрашный — предводитель глургов из Зигурата являющейся их родиной и также ведший войну в течение трехсот лет с целью уничтожить как можно больше реднеков чтобы вся планета Кетра принадлежала им.

## Съёмочная группа
- Режиссёр: Аарон Дэвис.
- Сценаристы: Дуг МакЛеод, Филип Далкин.
- Композитор: Юрий Ворончак

## Награды
Мультсериал участвовал в телефестивалях и получил награды.